# ウイニングポストワールド
『ウイニングポストワールド』 (Winning Post World) とは、コーエーから2009年にWindows版が発売された競馬シミュレーションゲームで、ウイニングポストシリーズの第8作である。
コーエーの「ウイニングポスト」シリーズの名前を冠しているが、『7』まで出ているナンバリングタイトルの最新作ではなく、新しいシリーズを見据えた完全新作という位置づけで発売された。

## 内容および特色
大きく分けて2つゲームモードからなる。
シナリオモード
プレーヤーは「馬主」、「調教師」、「騎手」から職業を選びストーリーを体験しながら課せられた目的を達成していく。シナリオモードの期間は2年となっていて、その期間で与えられた目的を達成しなくてはならない。
ワールドモード
シナリオモードで育て上げたキャラクターを使ってさらなる高みを目指すモード、シナリオモードで育てた馬主、騎手、調教師を各2名ずつ、計6名のキャラクターデータを使用することができる。プレイ年数は無制限で時代がループしていく。
新ワールドモード
2010年から20年間プレイしていくモード。基本はワールドモードと似ているが、このモードは未来に進んでいくモードで、架空馬がライバルとなり血筋を繋いでいく。このモードでしか登場しない架空馬が多数存在しており、従来通りの表し方だとスーパーホースに該当する馬が存在している。

## 新ワールドモードに登場する架空馬

### 第1世代

#### オーバーマインド
父ディープインパクト母エアグルーヴ
ゲーム開始時の3歳牡馬で世代を蹂躙し次の世代へと血を繋いでいく。1年目の12月に馬主と仲良くなりリトルサクセサーの馬主と3人で勝負することになる。

#### リトルサクセサー
父トウカイテイオー
ゲーム開始時の3歳牡馬で世代では2番手といったところ。メインキャラクターである天城が所有する架空馬。古馬になってから実力を発揮するがレース後に骨折し種牡馬入りする。オーバーマインドのところでも触れたがこれにより勝負は不戦勝みたいになっている。                      従来の立ち位置的にはサードステージに似ているが実力の面ではサードステージに及ばない。

#### ドバイクリーク
父ドバウィ
海外で3億円で購入された馬として話題となった馬。馬主の目的ではサンデーサイレンスの血統を薄くするために活躍させて種牡馬入りさせるためだった。主人公に勝負を挑んでくる。

#### スターゲイザー
父シーザスターズ
海外から輸入され、世代を蹂躙する実力をもつ架空馬。主人公に勝負を挑んでくる。

### 第2世代

#### ロードトゥジアーク
父オーバーマインド
オーバーマインドの最高傑作で3人でまた約束し勝負をしていく。

#### エンドレスデイズ
父リトルサクセサー
リトルサクセサーの最高傑作で3人でまた約束し勝負していく。

### ？
父ドバイクリーク
主人公に勝負を挑んでくる。

#### セブンシーズ
父スターゲイザー
主人公に勝負を挑んでくる。

### 第3世代
ラスト3年前に誕生する最後の世代で、この4頭が世代のトップと2歳時から言われている。・

#### ネオジェネシス
父ロードトゥジアーク
最後のライバル4頭のうちの1頭で最強の架空馬。

#### ファイナルベット
父エンドレスデイズ
最後のライバル馬で天城の事情でいろいろと巻き込まれてしまう。

#### ファタモルガーナ
父
逃げ馬で世代トップの力。2歳から頭角を現していく。

#### オーヴァザシーズ
父セブンシーズ
双子のうちの1頭で、片方は亡くなってしまうが、双子とは思えないほど強い架空馬。

他にも架空馬と思われる馬が多数存在している。